# Лапшина
46°31′ пн. ш. 16°19′ сх. д. / 46.52° пн. ш. 16.32° сх. д.
Лапшина (хорв. Lapšina) — населений пункт у Хорватії, у Меджимурській жупанії у складі громади Светий Мартин-на-Мурі.

## Населення
Населення за даними перепису 2011 року становило 148 осіб.
Динаміка чисельності населення поселення:

## Клімат
Середня річна температура становить 9,95 °C, середня максимальна – 23,91 °C, а середня мінімальна – -6,48 °C. Середня річна кількість опадів – 805 мм.
| Клімат поселення                              | Клімат поселення | Клімат поселення | Клімат поселення | Клімат поселення | Клімат поселення | Клімат поселення | Клімат поселення | Клімат поселення | Клімат поселення | Клімат поселення | Клімат поселення | Клімат поселення | Клімат поселення |
| Показник                                      | Січ.             | Лют.             | Бер.             | Квіт.            | Трав.            | Черв.            | Лип.             | Серп.            | Вер.             | Жовт.            | Лист.            | Груд.            |                  |
| Середній максимум, °C                         | 5,00             | 7,14             | 11,62            | 16,00            | 20,87            | 23,91            | 23,72            | 23,16            | 19,16            | 13,85            | 8,36             | 4,31             |                  |
| Середня температура, °C                       | −0,74            | 1,38             | 5,88             | 10,26            | 15,13            | 18,14            | 19,84            | 19,29            | 15,29            | 9,97             | 4,48             | 0,44             |                  |
| Середній мінімум, °C                          | −6,48            | −4,36            | 0,12             | 4,50             | 9,38             | 12,39            | 15,98            | 15,40            | 11,41            | 6,10             | 0,61             | −3,44            |                  |
| Норма опадів, мм                              | 36               | 40               | 54               | 63               | 71               | 90               | 93               | 83               | 78               | 70               | 72               | 55               |                  |
| Середньомісячна швидкість вітру, м/с          | 1.84             | 2.10             | 2.46             | 2.52             | 2.38             | 2.10             | 2.04             | 1.81             | 1.81             | 1.83             | 1.93             | 1.94             |                  |
| Середньомісячна сонячна радіація, кДж/м²·день | 3977             | 6718             | 10509            | 14895            | 18967            | 20894            | 21197            | 18508            | 13653            | 8517             | 4418             | 3186             |                  |
| --------------------------------------------- | ---------------- | ---------------- | ---------------- | ---------------- | ---------------- | ---------------- | ---------------- | ---------------- | ---------------- | ---------------- | ---------------- | ---------------- | ---------------- |
| Джерело:                                      |                  |                  |                  |                  |                  |                  |                  |                  |                  |                  |                  |                  |                  |